# Municipio de Juchitán de Zaragoza
El municipio de Heroica Ciudad de Juchitán de Zaragoza es uno de los 570 municipios en que se encuentra dividido el estado mexicano de Oaxaca, ubicada en el Istmo de Tehuantepec. Su cabecera es la ciudad de Juchitán de Zaragoza.

## Geografía
El municipio de Juchitán se encuentra localizado en la Región del Istmo de Oaxaca y en el Distrito de Juchitán, tiene una extensión territorial de 414.64 kilómetros cuadrados, en su territorio se encuentran gran parte de la extensión de la Laguna Superior y la Laguna Inferior así como las barras que las separan del Golfo de Tehuantepec y el Océano Pacífico, lo cual le confiere un importante grado de dispersión a su territorio, sus coordenadas geográficas extremas son 16° 12' - 16° 38' de latitud norte y 94° 44' - 95° 08' longitud oeste y su altitud va de 0 a los 500 metros sobre el nivel del mar.
Limita al suroeste con el municipio de San Mateo del Mar y el municipio de San Pedro Huilotepec, al oeste con el municipio de San Blas Atempa, el municipio de Santa María Xadani y con el municipio de El Espinal, al noroeste con el municipio de Asunción Ixtaltepec, al norte con el municipio de San Miguel Chimalapa, al este con el municipio de Santo Domingo Ingenio, el municipio de Unión Hidalgo, el municipio de Santiago Niltepec y el municipio de San Dionisio del Mar.

### Orografía e hidrografía
El territorio del municipio de Juchitán es mayoritariamente plano y casi a nivel del mar por estar situado en la planicie costera del Océano Pacífico, las únicas elevaciones del terreno se encuentran en el extremo norte donde se encuentran los primeras estribaciones de la Sierra Madre del Sur y que en ese punto se alcanza la altitud máxima del municipio de 500 metros sobre el nivel del mar. Fisiográficamente todo el territorio municipio pertenece a la Provincia fisiográfica XV Cordillera Centroamericana y dentro de ella el 98% del municipio de la Subprovincia fisiográfica 84 Llanura del Istmo y el 2% a la Subprovincia fisiográfica 83 Sierras del Sur de Chiapas.
La principal corriente del municipio es el Río de los Perros, que se encuentra en la zona occidental del territorio, proviene del municipio de El Espinal y tras pasar poe la cabecera municipal continúa hacia el municipio de Santa María Xadani en donde desemboca en la Laguna Superior, además de este río, existen también el Río Viejo en el suroeste del territorio y el río Verde, río Espíritu Santo y Río Espanta Perros en el noreste del territorio en los límites con San Dionisio del Mar, sin embargo, los principales cuerpos de agua son la Laguna Superior y la Laguna Inferior, grandes lagunas costeras formadas por el Golfo de Tehuantepec y que son seperadas de este por barras, son de escasa profundidad que no permite existan grandes puestos en sus márgenes. Todo el territorio del municipio pertenece a la Cuenca de la Laguna Superior e Inferior de la Región hidrológica Tehuantepec.

### Clima y ecosistemas

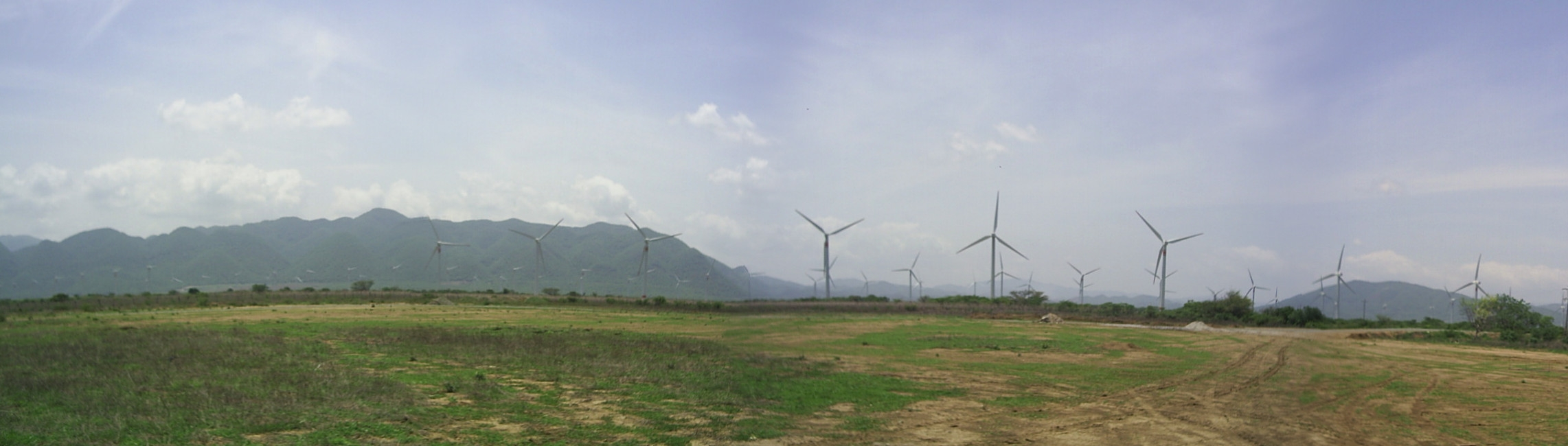
Parque éolico de La Venta

El clima registrado en el municipio de Juchitán está clasificado como Cálido subhúmedo con lluvias en verano, la temperatura media anual que se registra es superior a los 26 °C, la más cálida del estado, la precipitación promedio anual de la mayor parte del territorio se encuentra en el rango de 800 a 1,000 mm con la excepción de las zonas costeras, donde es de 1,000 a 1,500 mm.

Mapa climático de Juchitán de Zaragoza.

La zona en que se encuentra localizado el municipio de Juchitán es conocida por los fuentes vientos que soplan, que ocasionalmente suelen causar accidentes como la volcadura de camiones en las carreteras, sin embargo, esta condición climática es aprovechada para la generación de electricidad mediante la energía eólica, en el Parque éolico de La Venta.
El territorio del municipio se encuentra dedicado fundamentalmente a la agricultura de riego y un sector menor a temperatura de temporal, sin embargo existen extensiones de pastizal y en la parte norte de selva, entre las especies vegetales que se encuentran en el territorio están guirisiña, caoba, guanacaste, guayacán y palo de Brasil; y entre la fauna se encuentran paloma, codorniz, quebrantahuesos, calandria, zanate, gorrión, chachalaca, armadillo e iguana.

## Demografía
De acuerdo a los resultados de Conteo de Población y Vivienda realizado en 2005 por el Instituto Nacional de Estadística y Geografía, la población total de Juchitán de Zaragoza es de 85,869 personas, de las cuales 41,826 son hombres y 44,043 son mujeres; por lo que el 48.7% de la población es de sexo masculino, la tasa de crecimiento poblacional anual de 2000 a 2005 ha sido de 1.6%, el 30.4% de los pobladores es menor de 15 años de edad, mientras que entre los 15 y los 64 años de edad se encuentra el 63.3% de los pobladores, el 94.6% de los habitantes residen en localidades que superan los 2,500 habitantes y por tanto consideradas urbanas y el 65.8% de los habitantes mayores de cinco años de edad son hablantes de alguna lengua indígena.

### Grupos étnicos
El 65.8% de los pobladores mayores de cinco años de edad en Juchitán de Zaragoza es hablante de alguna lengua indígena, en 2005 esto representa a 50,869 personas, 24,568 hombres y 26,301 mujeres, de los cuales 46,496 son bilingües al español, 3,923 es hablante únicamente de su lengua materna y 450 no especifica condición de monolingüismo.
La lengua más hablada son las Lenguas zapotecas, por un total de 49,950 personas, seguidas lejanamente por el idioma zoque con 321 hablantes, el idioma huave con 212 hablantes y el idioma mixe con 158 hablantes, 153 personas no indican cual es la lengua materna que hablan.

Principales localidades

### Localidades
En el municipio de Juchitán de Zaragoza se localizan 76 localidades, las principales y su población en 2010 se enlistan a continuación:
| Localidad            | Población (2010) |
| -------------------- | ---------------- |
| Juchitán de Zaragoza | 74 825           |
| La Ventosa           | 4 884            |
| Álvaro Obregón       | 3 656            |
| Chicapa de Castro    | 3 423            |
| La Venta             | 2 208            |
| Santa María del Mar  | 771              |
| Playa San Vicente    | 126              |
| Total municipio      | 93 038           |

## Política

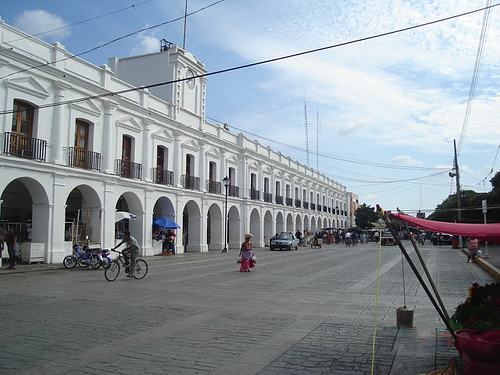
Palacio del Ayuntamiento antes del terremoto de 2017

El gobierno de Juchitán de Zaragoza corresponde al ayuntamiento, este es electo por el principio de partidos políticos, vigente en 146 municipios de Oaxaca, a diferencia del sistema de usos y costumbres vigente en los restantes 424, por tanto su elección es como en todos los municipios mexicanos, por elección directa, universal y secreta para un periodo de tres años no renovables para el periodo inmediato pero si de forma no consecutiva, el periodo constitucional comienza el día 1 de enero del año siguiente a su elección. El Ayuntamiento se integra por el presidente municipal, un Síndico y un cabildo formado por catorce regidores.

### Subdivisión administrativa
Para régimen interior el municipio se encuentra dividido en cinco agencias municipales, que son: La Ventosa, La Venta, Chicapa de Castro, Álvaro Obregón y Santa María del Mar; y en dos agencias de policía: Emilio Zapata y Playa San Vicente.

### Representación legislativa
Para la elección de diputados locales al Congreso de Oaxaca y de diputados federales a la Cámara de Diputados federal, Juchitán de Zaragoza se encuentra integrado en los siguientes distritos electorales:
Local:
- Distrito electoral local de 10 de Oaxaca con cabecera en Juchitán de Zaragoza.[16]

Federal:
- Distrito electoral federal 7 de Oaxaca con cabecera en Ciudad Ixtepec.[17]

### Presidentes municipales
| Nombre                                                       | Período     | Partido                 |
| ------------------------------------------------------------ | ----------- | ----------------------- |
| Javier Francisco López                                       | 1978 - 1980 |                         |
| Junta de Administración Municipal                            | 1980 - 1981 |                         |
| Leopoldo de Gyves de la Cruz                                 | 1981 - 1983 |                         |
| César Augusto Carrasco Gómez                                 | 1983        | Administrador municipal |
| Javier Fuentes Valdivieso                                    | 1984 - 1986 |                         |
| Felipe Martínez López                                        | 1987 - 1989 |                         |
| Héctor Sánchez López                                         | 1990 - 1993 |                         |
| Óscar Cruz López                                             | 1994 - 1996 |                         |
| Roberto López Rosado                                         | 1996 - 1998 |                         |
| Leopoldo de Gyves de la Cruz                                 | 1999 - 2001 |                         |
| Héctor Matus Martínez                                        | 2002 - 2004 |                         |
| Alberto Reyna Figueroa                                       | 2005 - 2007 |                         |
| Mariano Santana López Santiago                               | 2008 - 2010 |                         |
| Daniel Gurrión Matías                                        | 2011 - 2013 |                         |
| Saúl Vicente Vásquez                                         | 2014 - 2016 |                         |
| Gloria Sánchez López                                         | 2017 - 2018 |                         |
| Emilio Montero Pérez                                         | 2019 - 2021 |                         |
| Miguel Sánchez Altamirano (En lugar de Emilio Montero Pérez) | 2021 - 2023 |                         |
| Miguel Sánchez Altamirano                                    | 2024 - 2027 |                         |